# Имам моћ
Имам моћ је први студијски албум Јане, издат је 1992. године за издавачку кућу ПГП РТБ.

## Списак песама
| №  | Назив                  | Трајање |  |
| 1. | Имам моћ               | 3:05    |  |
| 2. | Решила са да се удам   | 3:08    |  |
| 3. | Наша ноћ               | 4:25    |  |
| 4. | Моје јесте, твоје није | 2:40    |  |
| 5. | Хеј, будало мала       | 2:20    |  |
| 6. | Зови, само зови        | 2:56    |  |
| 7. | Лудо моје              | 3:59    |  |
| 8. | Дечко ватрен           | 3:55    |  |